# Villa Spiritus

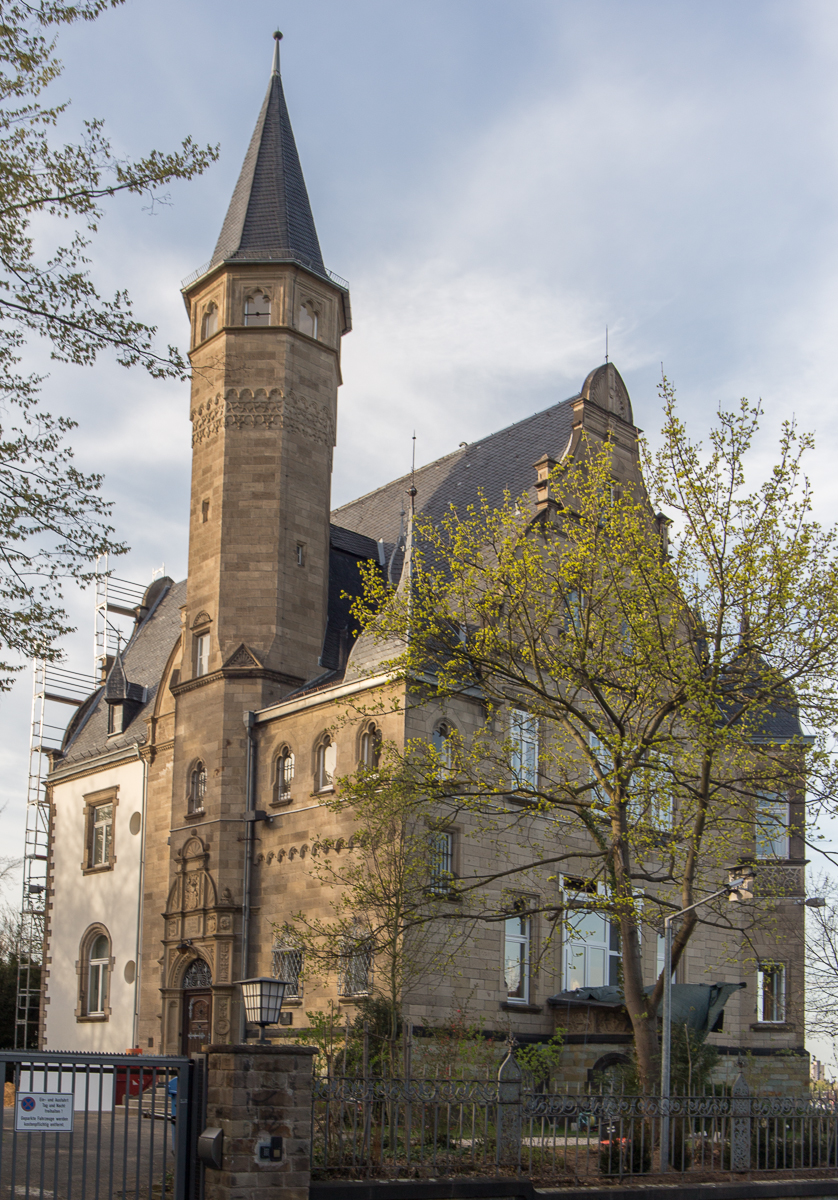
Villa Spiritus, Ansicht von der Kaiser-Friedrich-Straße

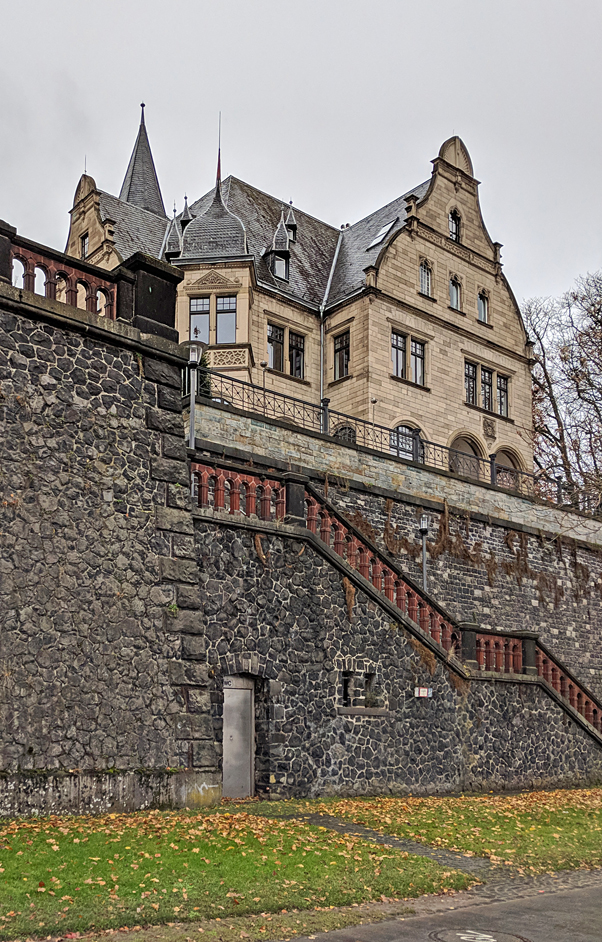
Ansicht vom Wilhelm-Spiritus-Ufer

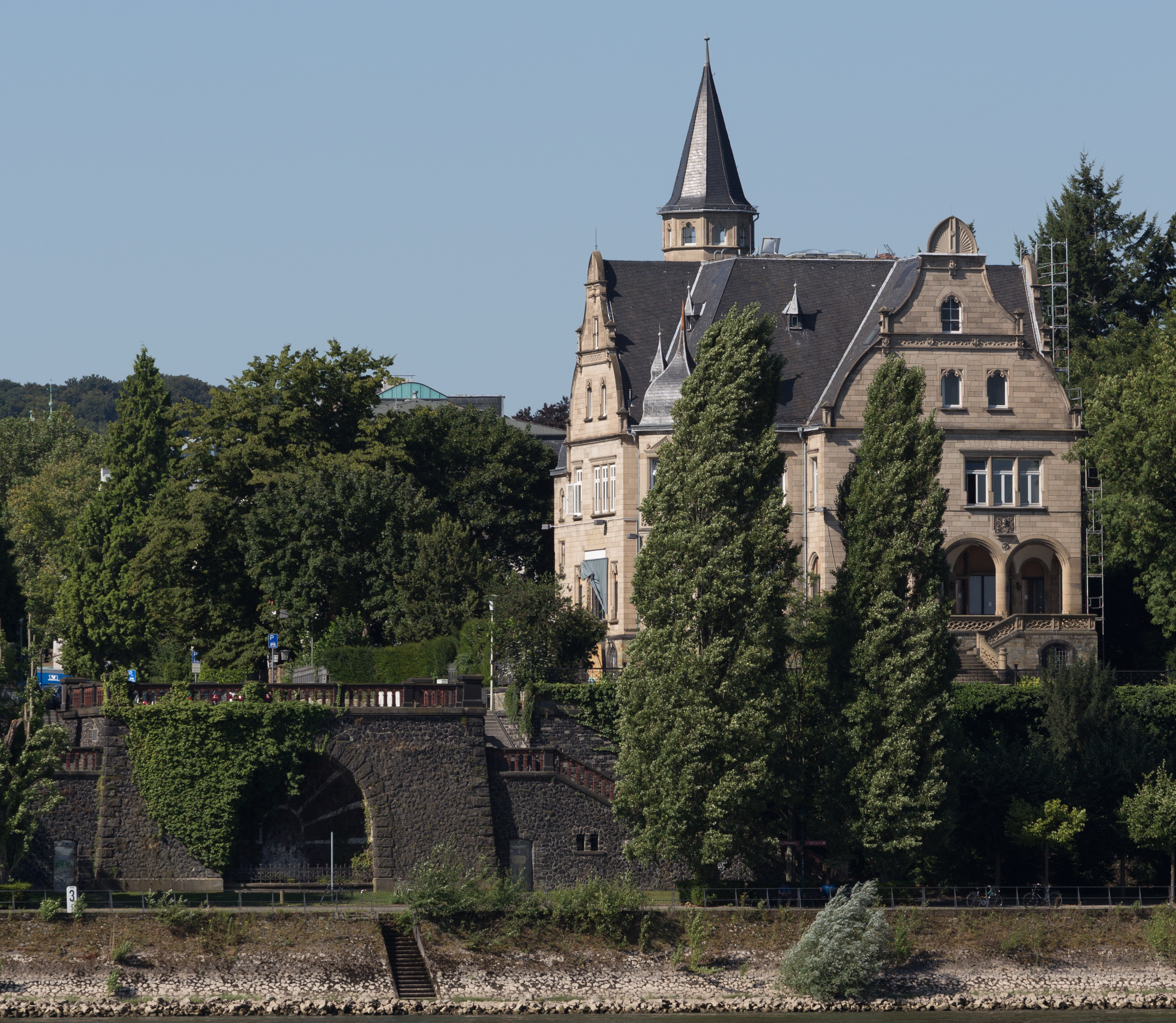
Ansicht vom gegenüberliegenden Rheinufer

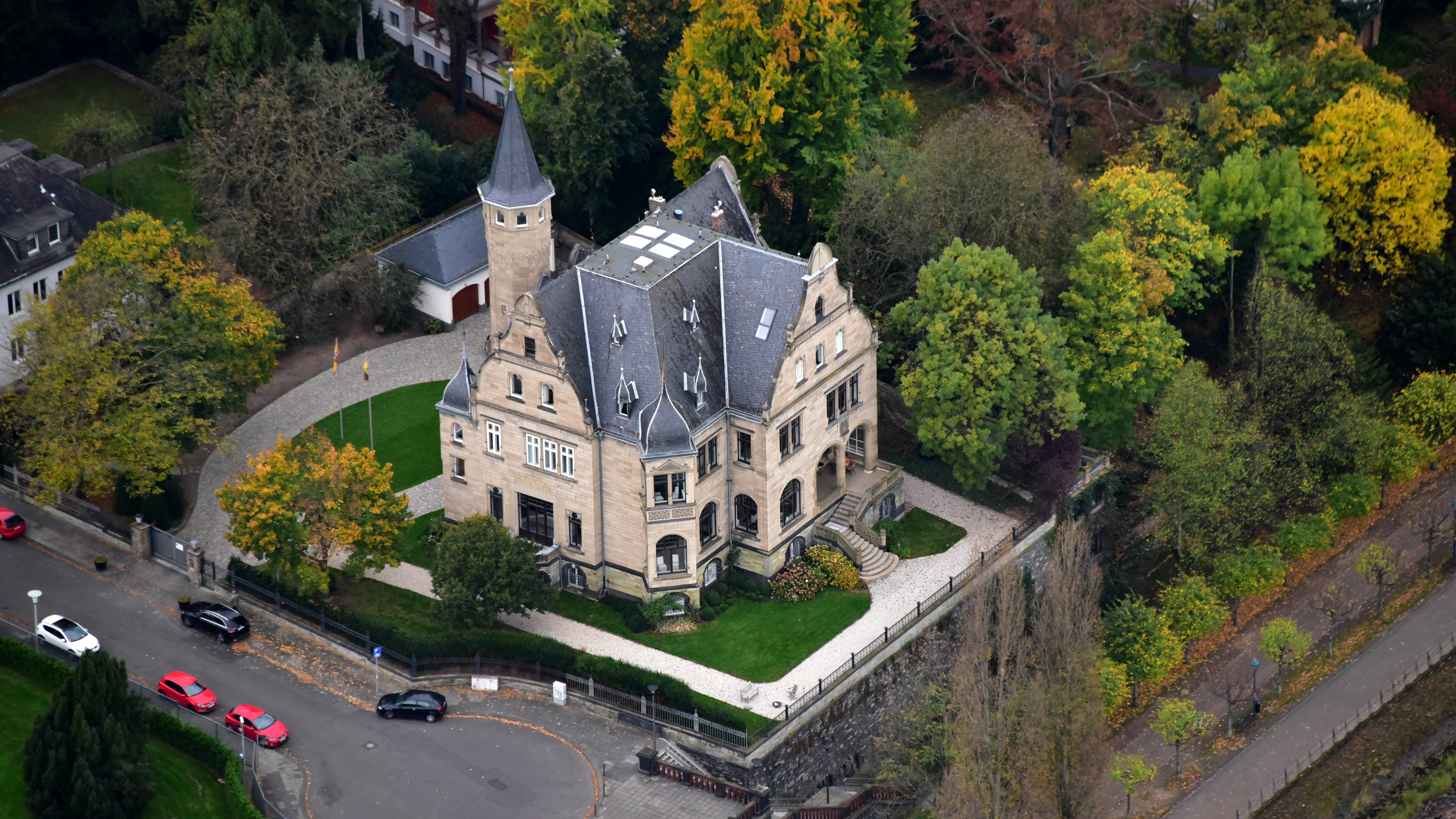
Luftaufnahme

Die Villa Spiritus ist eine Villa am Bonner Rheinufer im Ortsteil Gronau, die 1896/97 errichtet wurde. Sie wurde von 1945 bis 2011 von den Streitkräften des Vereinigten Königreichs genutzt. Die Villa steht als Baudenkmal unter Denkmalschutz.

## Lage
Die Villa Spiritus befindet sich im Norden des Bundesviertels am Ende der Kaiser-Friedrich-Straße (Hausnummer 19), gegenüber dem Bundeskartellamt und der Villa Hammerschmidt, dem zweiten Dienstsitz des Bundespräsidenten. Durch die markante Eckposition oberhalb des Rheinufers (Wilhelm-Spiritus-Ufer) bestehen dort Blickbeziehungen zu Rheinebene und Siebengebirge. Ein breiter öffentlicher Treppenaufgang, der unter Denkmalschutz steht, führt bei der Villa zum Rheinufer hinunter.

## Geschichte

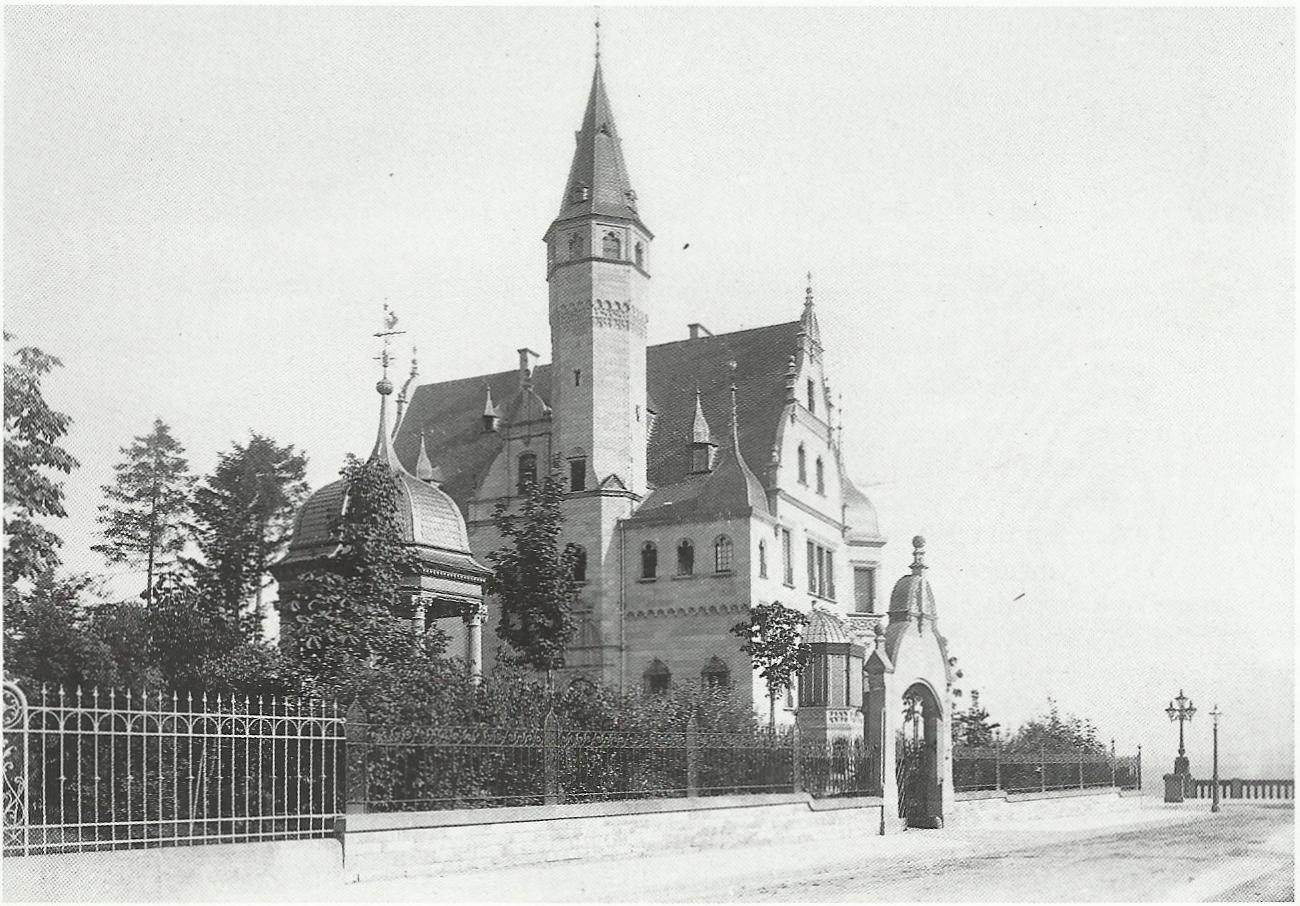
Villa Spiritus kurz nach Fertigstellung

Die Villa entstand als Einfamilienhaus des Bonner Oberbürgermeisters Wilhelm Spiritus, nach dem auch das unterhalb liegende Rheinufer benannt ist, nach einem Entwurf der Kölner Architekten Alfred Müller und Otto Grah. Sie war das erste Haus an der damals noch im Bau befindlichen Kaiser-Friedrich-Straße. Nach Stellung des Bauantrags und Erteilung der Baugenehmigung im Juli 1895 wurde zunächst eine Futtermauer erstellt, die Errichtung der Villa begann erst im Frühjahr 1896. Die Schlussabnahme erfolgte im April 1897.
1919 beschlagnahmten französische Besatzungstruppen das Anwesen; der gerade von seinem Amt zurückgetretene Oberbürgermeister Wilhelm Spiritus konnte mit seiner Familie weiterhin sieben Räume bewohnen. 1933/34 wurde die Villa mit dem Ziel der Einrichtung dreier Einzelwohnungen im Auftrage der Familie Spiritus umgebaut. 1935 folgte der Bau einer Kellergarage. Ein ursprünglich vorhandenes Gartentor wurde spätestens nach dem Zweiten Weltkrieg entfernt.
Am 16. Juni 1945 beschlagnahmten die Britischen Streitkräfte (Control Commission for Germany) das Gebäude. Die Besatzungstruppen richteten dort 1948/1949 einen Verbindungsstab zum Parlamentarischen Rat ein. Er wurde von Michael Thomas (* 1915), Sohn des Schriftstellers Felix Hollaender und während des Zweiten Weltkriegs als deutscher Staatsbürger Berufsoffizier in der britischen Armee, geleitet. Nach Inkrafttreten des Besatzungsstatuts im September 1949 war in der Villa zeitweilig auch die Kanzlei der britischen Hochkommission untergebracht.:52 Das von Thomas geleitete Verbindungsbüro verblieb, nunmehr als Teil der Hochkommission, in dem Gebäude. Als Sitz des liaison officers (Verbindungsoffizier) wurden von dort aus informelle Kontakte zu deutschen Regierungsmitgliedern, Bundestagsabgeordneten und Pressevertretern geführt.:195, 199
Ab 1955 diente die Villa Spiritus, nunmehr am Nordrand des neuen Parlaments- und Regierungsviertels gelegen, als Verbindungsstab der Britischen Streitkräfte und firmierte als Headquarters of the British Forces Liaison Organisation bzw. Joint Services Liaison Organisation. Zu den Aufgaben des Verbindungsstabs gehörte die Betreuung der militärischen Liegenschaften in der Bundesrepublik und die Rechtsbetreuung der Angehörigen der Streitkräfte. 1956 erwarb der Bund das Anwesen, um es auf der Grundlage des NATO-Truppenstatuts den Britischen Streitkräften zu überlassen. Die Eintragung der Villa in die Denkmalliste der Stadt Bonn erfolgte am 23. Juli 1986. Bis zur Verlegung des Regierungssitzes nach Berlin im Jahre 1999 waren dort bis zu 60 Mitarbeiter beschäftigt. Anschließend beherbergte das Gebäude weiter ein Verbindungsbüro mit 25 Mitarbeitern und diente als Konferenzzentrum der Britischen Streitkräfte.
Am 4. November 2011 wurde die Villa Spiritus im Rahmen des allgemeinen Abzugs der Britischen Streitkräfte aus Deutschland in Anwesenheit des Bonner Oberbürgermeisters Jürgen Nimptsch an die Eigentümerin, die Bundesanstalt für Immobilienaufgaben (BImA), zurückgegeben. Ab Juli 2012 stand die Villa in einem Angebotsverfahren durch die BImA zum Verkauf, der bis Oktober 2012 für eine Privatnutzung als Wohnhaus erfolgt ist. Anschließend begann eine Sanierung der Villa unter denkmalamtlicher Begleitung, im Zuge derer sie wieder ihre ursprüngliche Raumstruktur erhalten sollte. Der bisherige Dachboden wurde als Loftwohnung neu eingerichtet und mit Fenstern ausgestattet, wird aber zwischenzeitlich als Büro genutzt.

## Architektur
Stilistisch lässt sich die Villa Spiritus den Villen des malerischen Stils mit mittelalterlichem Formenvokabular zurechnen. Das Hauptgebäude hat jeweils zwei Voll- und Dachgeschosse und wird von einem Turm überragt. Als Fassadenverkleidung dient Weiberner Tuffstein. Der Giebel an der Rheinseite ist geschweift und zeigt barocke Formen, das Maßwerk um die Erkerfenster und die Terrasse sind neugotisch gestaltet. Das hofseitige Eingangsportal ist mit seinen Pilastern und Medaillons in Formen der Renaissance gehalten. Am Turm finden sich gotische Bogenfriese. Im Gebäudeinnern sind die Decken mit prachtvollen Kraggewölben ausgestattet, die Eingangshalle verfügt über eine repräsentative Holztreppe. An der Hofseite ist über dem Eingang das Wappen von Wilhelm Spiritus mit Stechhelm und Preußischem Adler, an der Rheinseite das Wappen der Stadt Bonn mit einem Bügelhelm angebracht.

„Bei der Villa des Oberbürgermeisters Wilhelm Spiritus am Rheinufer dürfte der Rückgriff auf die Formensprache des frühen 16. Jahrhunderts ähnlich begründet sein wie bei gründerzeitlichen Rathäusern, die im gleichen Stil errichtet wurden: man berief sich durch die Wahl der Bauformen auf das Vorbild des städtischen Bürgertums im ausgehenden Mittelalter.“